# Acheilognathus rhombeus
Acheilognathus rhombeus är en fiskart som först beskrevs av Coenraad Jacob Temminck och Hermann Schlegel, 1846.  Acheilognathus rhombeus ingår i släktet Acheilognathus och familjen karpfiskar. Inga underarter finns listade i Catalogue of Life.